# Big Daddy
Big Daddy ist eine Filmkomödie von Regisseur Dennis Dugan aus dem Jahr 1999 mit Adam Sandler in der Hauptrolle.

## Handlung
Sonny genießt sein Leben in Wohlstand, den er erlangte, weil ihm vor ein paar Jahren ein Taxi über den Fuß gefahren ist und ihm das Gericht eine großzügige Rente von 200.000 Dollar zugesprochen hat. Die meiste Zeit sitzt er in seinem New Yorker Apartment mit seinem besten Freund, dem Pizzabäcker Nazo.
Eines Tages steht der kleine Julian vor Sonnys Tür. Der Junge ist ein Unfall von Sonnys Wohnpartner Kevin, der gerade geschäftlich unterwegs nach China ist. Sonny beschließt kurzerhand, den  Jungen aufzunehmen, um damit seiner Freundin Vanessa, die ihn wegen seines mangelnden Ehrgeizes verlassen hat, sein Verantwortungsbewusstsein zu beweisen.
Vanessa hat nun wieder einen neuen Freund und zeigt sich wenig beeindruckt von Sonnys „Vaterschaft“. Julian bereitet Sonny derweil einige Probleme, da er nicht baden will und ins Bett macht. Doch langsam entwickelt Sonny richtige Vatergefühle und lernt, wie er mit Julian umgehen muss. Zudem lernt er dank Julian die sympathische Layla kennen und verliebt sich in sie.
Als die Behörden Sonny das Sorgerecht für Julian entziehen wollen, kämpft er vor Gericht leidenschaftlich um seinen „Sohn“, droht aber zu verlieren. Da taucht plötzlich Kevin, Sonnys Freund und Julians leiblicher Vater auf, und beantragt das Sorgerecht. Mit dieser Regelung ist Sonny einverstanden, da er Julian nun weiterhin sehen kann.
Am Ende heiraten Sonny und Layla und bekommen eine Tochter. Julian versteht sich prima mit seinem Vater Kevin und seiner Stiefmutter Corinne und ist immer noch eng mit Sonny befreundet.

## Produktion
Der Film hatte ein Produktionsbudget von 34,2 Mio. US-Dollar. Das weltweite Einspielergebnis betrug rund 235 Mio. US-Dollar.

## Synchronisation
Die Synchronisation des Films übernahm die Firma Hermes Synchron GmbH aus Potsdam. Das Dialogbuch und die Dialogregie führte Andreas Pollak.
| Rolle           | Darsteller                 | Synchronsprecher    |
| --------------- | -------------------------- | ------------------- |
| Sonny Koufax    | Adam Sandler               | Torsten Münchow     |
| Layla Maloney   | Joey Lauren Adams          | Dorette Hugo        |
| Kevin Gerrity   | Jon Stewart                | Charles Rettinghaus |
| Julian McGrath  | Cole Sprouse Dylan Sprouse | Ben Münchow         |
| Arthur Brooks   | Josh Mostel                | Tom Deininger       |
| Corinne Maloney | Leslie Mann                | Christin Marquitan  |
| Phil D’Amato    | Allen Covert               | Klaus Lochthove     |
| Nazo            | Rob Schneider              | Rostislav Batalow   |
| Vanessa         | Kristy Swanson             | Debora Weigert      |
| Mr. Koufax      | Joseph Bologna             | Roland Hemmo        |
| Obdachloser     | Steve Buscemi              | Stefan Fredrich     |
| Sid             | Geoffrey Horne             | Peter Groeger       |

## Rezeption

### Kritik
„Für einen Familienfilm ist ‚Big Daddy‘ zu anarchisch. Wer einfach nur gut unterhalten werden möchte, wird sich an der stark konstruierten Story und der Zentrierung des ganzen Films auf Adam Sandlers sowie dessen oft mäßig lustigen Gags stören.“

„Alles in allem kann man sagen, der Film ist sehenswert, aber ragt nicht überragend aus der Menge der mittelmäßigen Komödien aus Hollywood heraus.“

„Lahme Komödie, die dem Zuschauer mit sentimentalen Klischees eine emotionale Reaktion abpressen möchte und sich dabei selbst als synthetisches Konstrukt entlarvt.“

### Auszeichnungen
- People’s Choice Awards beste Komödie 2000.[5]
- Goldene Himbeere für Adam Sandler als schlechtester Schauspieler
- Nominierung für die Goldene Himbeere in der Kategorie: schlechtester Film
- Nominierung für die Goldene Himbeere in der Kategorie: schlechteste Regie (Dennis Dugan)
- Nominierung für die Goldene Himbeere in der Kategorie: schlechtester Nebendarsteller Rob Schneider
- Nominierung für die Goldene Himbeere in der Kategorie: schlechtestes Drehbuch Steve Franks, Tim Herlihy und Adam Sandler[6]